# Norrbottens södra domsagas södra valkrets
Norrbottens södra domsagas södra valkrets var vid riksdagsvalen till andra kammaren 1872–1875 en egen valkrets med ett mandat. Valkretsen motsvarade ungefär landsbygden i dagens Arjeplogs, Arvidsjaurs och Piteå kommuner samt delar av landsbygden i dagens Luleå kommun (däremot inte Luleå och Piteå städer).
Valkretsen avskaffades inför riksdagsvalet 1878, då området uppgick i Piteå domsagas valkrets och Luleå domsagas valkrets.

## Riksdagsman
- Anders Bäckström, lmp (1873–1878)